# Moshe Sanbar
Moshe Sanbar (hébreu : משה זנבר), né le 29 mars 1926 à Kecskemét (Hongrie), et mort le 1er octobre 2012 à Tel Aviv (Israël), est un économiste israélien. Il a été gouverneur de la Banque d'Israël de 1971 à 1976.

## Biographie
Né en Hongrie, Moshe Sanbar rejoint en 1944 l'armée hongroise. Il est emprisonné dans le camp de concentration de Dachau en Allemagne. Survivant du holocauste libéré par les forces de l'armée américaine en 1945, contrairement à ses parents qui succombent à Auschwitz, il fait l'Alya en 1948, participe à la guerre d'indépendance et se blesse grièvement à la bataille de Latroun (1948). En 1953, il obtient un master en Économie, statistiques et sociologie à l'Université hébraïque de Jérusalem.
En 1958, Moshe Sanbar rentre au Trésor. Il monte les échelons, prend la direction du budget, et devient le conseiller des ministres des finances Levi Eshkol et Pinchas Sapir. En 1968, il est nommé à la tête de l'Industrial Development Bank. En 1970-1971, il est ministre de l'industrie et du commerce.
De 1971 à 1976, Moshe Sanbar est gouverneur de la banque d'Israël. Il est le deuxième gouverneur de la BoI depuis sa création, et succède à David Horowitz.
En 1987, il fonde la Fédération des organisations de survivants de la Shoah (Centre of Organizations of Holocaust Survivors) en Israël, qu'il préside jusqu'à son décès en 2012.
En 1995, sa reconduction à la tête de la Bank Leumi ne fait pas l'unanimité.

## Autres fonctions
- Président de la Bank Leumi[2]
- 1969-1982 : Président du théâtre Habima[2]
- 1992-2003 : Président de la branche israélienne de la Chambre de commerce internationale[4]

## Distinctions
- Ordre du Mérite, Hongrie (2004)[4]
- Membre honoraire de l'Institut européen pour le patrimoine du holocauste[4]

## Ouvrages
- The political economy of Israel, 1946-1962, Jerusalem Center for Public Affairs, 1984
- Economic and Social Policy in Israel, UPA, 1989,  (ISBN 978-0819174987)